# Put the Needle on It
"Put the Needle on It" er en sang af den australske sanger Dannii Minogue, skrevet af Minogue, Mathias Johansson, Henrik Korpi og Karen Poole fra Minogues fjerde studiealbum Neon Nights (2003). Sangen blev udgivet som den første single den 4. november 2002 og fik blandede anmeldelser fra kritikerne.

## Baggrund og indspilning
I 2002 begyndte Minogue at skrive og indspille materiale til hendes fjerde studiealbum Neon Nights (2003), med Mathias Johansson, Henrik Korpi, og hendes tidligere samarbejdspartner Karen Poole i Stockholm. Under en af de sessioner skrev de "Put the Needle on It", en sang om sex. 
"Put the Needle on It" er en mid-tempo sang inspireret af disco fra 1980'erne. Sangen blev komponeret som et samarbejde mellem Korpi, Johansson, Poole og Minogue, selvom Minogue skrev de fleste af teksterne.

## Hitlisteplaceringer
"Put the Needle on It" blev udgivet den 4. november 2002 i Storbritannien og Irland. Sangen nåede nummer syv på UK Singles Chart og førstepladsen på Upfront Club Chart, blive Minogues femte sang på toplisten af denne hitliste. I Europa nåede sangen den Top 20 i Irland og den Top 30 i Nederlandene. Sangen nåede også nummer fire på Irish Dance Charts. I Australien nåede sangen nummer elleve på ARIA Charts. I 2003 blev sangen certificeret guld af Australian Recording Industry Association.

## Formater og sporliste
Europæiske CD single
1. "Put the Needle on It" (Radio Version) – 3:24
2. "Put the Needle on It" (Nevins Club Creation Edit) – 3:58
3. "Put the Needle on It" (Cicada Vocal Mix Edit) – 4:07
4. "Put the Needle on It" (Extended original) – 7:22
5. "Put the Needle on It" (Tiga's Cookies Dub Edit) – 4:49
6. "Put the Needle on It" (Laid's Zoo Brazil Edit) – 5:41

Europæiske 12" single
1. "Put the Needle on It" (Extended original) – 7:22
2. "Put the Needle on It" (Tiga's Cookies Dub Edit) – 4:49
3. "Put the Needle on It" (Nevins Club Creation) – 8:21
4. "Put the Needle on It" (Cicada Vocal Mix Edit) – 4:07

Kassette-single
1. "Put the Needle on It" (Radio Version) – 3:24
2. "Put the Needle on It" (Mute8 Vocal Edit) – 4:04

Officielle remixer
1. "Put the Needle on It" (Original Extended) – 8:05
2. "Put the Needle on It" (Cicada Vocal Mix) – 7:56

## Hitlister
| Hitliste (2002)                   | Placering |
| --------------------------------- | --------- |
| Australien (ARIA Charts)          | 11        |
| Irland Irish Singles Chart        | 20        |
| Netherlandene (Dutch Top 40)      | 30        |
| Storbritannien (UK Singles Chart) | 7         |
| Storbritannien (UK Club Chart)    | 1         |